# César Galbaud du Fort
Jean-Baptiste-René-César Galbaud du Fort est un militaire français, né à Nantes le 24 juin 1751 et mort à Gênes le 26 octobre 1805.

## Biographie
Fils du chevalier Philippe-François Galbaud du Fort, conseiller maître à la Chambre des comptes de Bretagne et conseiller au Conseil supérieur de Saint-Domingue, et d'Agnès du Breuil, il s'engage dans la carrière des armes comme aspirant de marine de 1765 à 1767. Il devint élève à l'école d'artillerie de Bapaume en 1768 et en sortit lieutenant en second dans un régiment d'artillerie. Capitaine en 1784, il fit la connaissance du jeune Napoléon Bonaparte, se lia avec lui et était reçu très intimement chez Mme Bonaparte.
En 1788, il épousa Marie-Marguerite Simon de La Tillière, fille de Charles-Jean-François Simon de La Tillière, conseiller du roi, et de Marie-Elisabeth Piet de Lestrade. Ils eurent un fils, François Marie "Amazan", qui servit comme royaliste dans les guerres de Vendée en 1815 puis dans la Garde royale, et qui eut, de son mariage avec Eugénie Perrin de Boislaville, le Père jésuite "Auguste" Henri Marie Galbaud du Fort, zouave pontifical, décédé en 1874 à Zi-Cha-Wi en Chine.
Adjudant général d'artillerie en 1792, il commande lors de la bataille du Cap-français sous les ordres de son frère François Thomas Galbaud-Dufort, le gouverneur-général de l'île. Fait prisonnier par les commissaires civils, Galbaud est retenu durant trois années dans les prisons du Cap Français (Saint-Domingue).
À son retour en France, Galbaud alla trouver Bonaparte qui lui demanda quel grade il voulait, pensant lui donner l'équivalent du grade d'adjudant-général. Galbaud lui demanda simplement de le nommer capitaine d'artillerie comme quand ils s'étaient connus. Bonaparte le fit et César parcourut rapidement les différents grades jusqu'à celui de colonel.
Bonaparte le chargea d'une mission secrète pour l'armée d'Italie, voulant le faire général au retour. Mais ses trois ans de captivité l'ayant trop épuisé, il fut frappé d'apoplexie lors de son retour et mourut à Gênes en 1805.